# باسیروس ام‌تی۶۳۰۰ای‌سی
باسیروس ام‌تی۶۳۰۰ای‌سی (Bucyrus MT۶۳۰۰AC) خودرویی است که از سپتامبر ۲۰۰۸ تا کنون در آمریکای شمالی تولید شده‌است. طراحی آن توزیع نیروی پیشران بوده است. 